# Список награждённых городов Украины
Список награждённых городов Украины

## Города-Герои СССР
- Киев — 1965 (здесь и далее — год присуждения)
- Одесса — 1965
- Севастополь[1] — 1965
- Керчь[1] — 1973

## Города-Герои Украины
- Волноваха — 2022
- Гостомель — 2022
- Мариуполь — 2022
- Харьков — 2022
- Херсон — 2022
- Чернигов — 2022
- Буча — 2022
- Ирпень — 2022
- Николаев — 2022
- Ахтырка — 2022

## Орден Ленина
- Киев — 1954, 1961
- Одесса — 1965
- Севастополь[1] — 1965
- Харьков — 1970
- Запорожье — 1970
- Львов — 1971
- Кривой Рог — 18 января 1971
- Керчь[1] — 1973
- Днепропетровск (Днепр) — 1976
- Донецк — 1979
- Луганск — 1977

## Орден Октябрьской Революции
- Ворошиловград (Луганск) — 1970
- Жданов (Мариуполь) — 1978
- Севастополь[1] — 1982
- Харьков — 1983

## Орден Трудового Красного Знамени
- Луганск — 1924 (награждены рабочие Луганска)
- Николаев — 1970
- Днепродзержинск (Каменское) — 1970
- Жданов (Мариуполь) — 1971
- Краматорск — 1971
- Полтава — 1974
- Кривой Рог — 23 мая 1975
- Макеевка — 1977
- Херсон — 1978
- Павлоград — 1979
- Никополь — 1980
- Ровно — 1983
- Симферополь[1] — 1984
- Житомир — 1984
- Луцк — 1985
- Стаханов (Кадиевка) — 1985

## Орден «Знак Почёта»
- Верхнеднепровск — 1979
- Белая Церковь — 1983
- Мелитополь — 1984
- Снежное — 1985

## Орден Дружбы Народов
- Переяслав-Хмельницкий (Переяслав) — 1979
- Киев — 1982
- Ялта[1] — 1988

## Орден Отечественной войны
- Корсунь-Шевченковский — 1981
- Феодосия[1] — 1982
- Изюм — 1985

## ОрденVirtuti Militari(Польша)
- Львов — 1920

## Награждённые орденом Ленина области

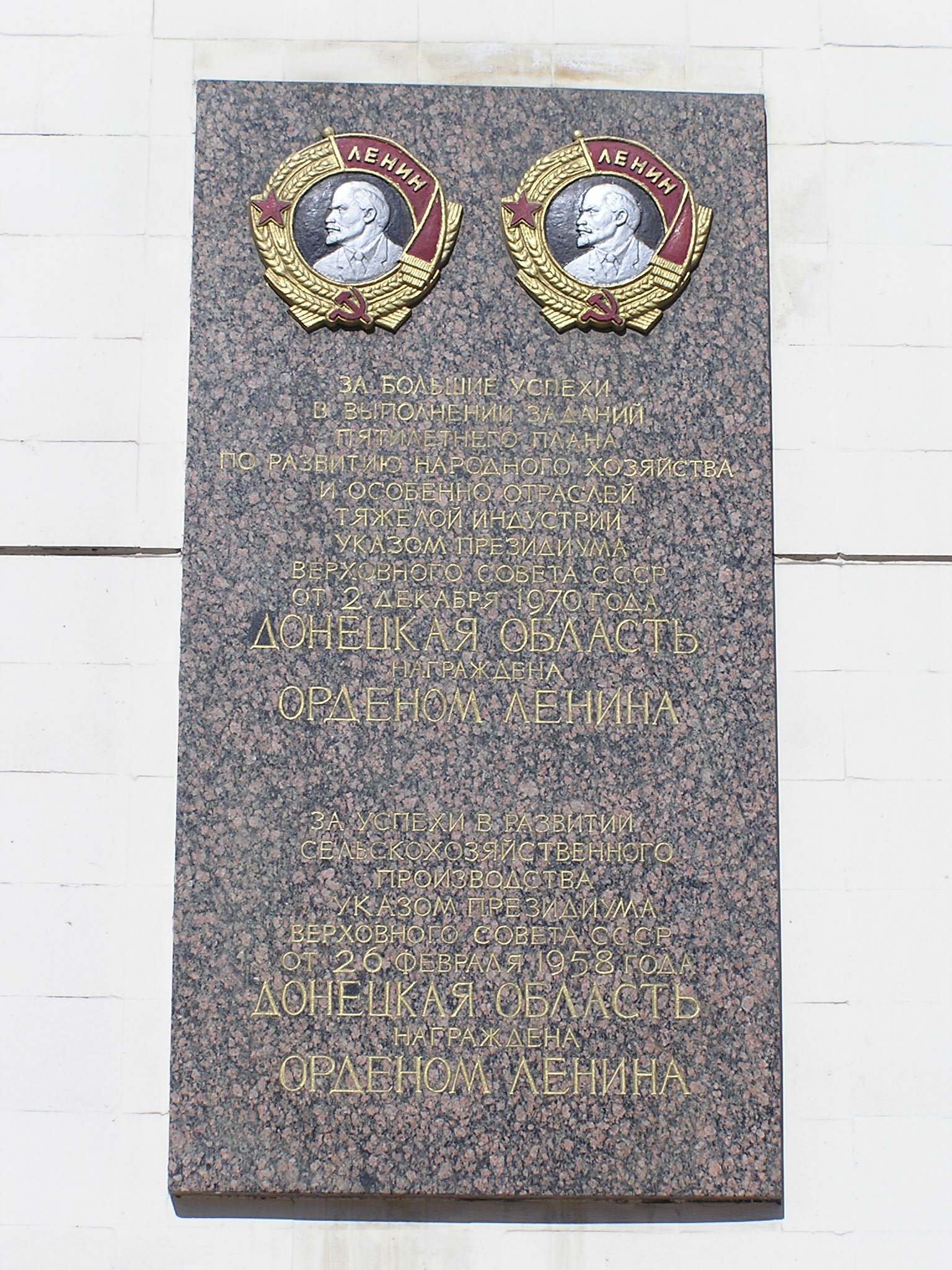
Мемориальная доска в Донецке

Орденами Ленина в разное время награждены все области УССР, в том числе 3 области — дважды:
- В 1958 — Винницкая, Днепропетровская, Донецкая (Сталинская), Закарпатская, Запорожская, Киевская, Кировоградская, Крымская, Львовская, Николаевская, Одесская, Харьковская, Хмельницкая, Черкасская, Черновицкая области
- В 1967 — Волынская, Ворошиловградская, Житомирская, Ивано-Франковская, Полтавская, Ровенская, Сумская, Тернопольская, Херсонская, Черниговская области
- В 1968 — Харьковская область (вторым орденом)
- В 1970 — Днепропетровская и Донецкая области (вторыми орденами)